# Alexandr Ladéishchikov
Alexandr Ladéishchikov (en ruso: Александр Ладейщиков, Pervouralsk, URSS, 26 de agosto de 1979) es un deportista ruso que compitió en atletismo. Ganó una medalla de plata en el Campeonato Mundial de Atletismo en Pista Cubierta de 2001, en la prueba de 4 × 400 m.

## Palmarés internacional
| Campeonato Mundial en Pista Cubierta | Campeonato Mundial en Pista Cubierta | Campeonato Mundial en Pista Cubierta | Campeonato Mundial en Pista Cubierta |
| Año                                  | Lugar                                | Medalla                              | Prueba                               |
| ------------------------------------ | ------------------------------------ | ------------------------------------ | ------------------------------------ |
| 2001                                 | Lisboa (Portugal)                    | Medalla de plata                     | 4 × 400 m                            |